# Понтедера
Понтедера (итал. Pontedera) — коммуна в Италии, располагается в области Тоскана, в провинции Пиза.
Население составляет 27 808 человек (2008 г.), плотность населения составляет 606 чел./км². Занимает площадь 46 км². Почтовый индекс — 56025. Телефонный код — 0587.
Покровителем коммуны почитается святой Фаустин, празднование во второй четверг октября.

## История
11 июня 1554 года под Понтедерой войска под командованием Пьеро Строцци, пытавшегося отстоять независимость Сиенской республики, разбили объединённые флорентийско-испанские силы. Однако эта победа стала пирровой: уже 2 августа того же года сиенцы были разбиты в битве при Марчиано, и годом позже республика полностью потеряла независимость.

## Демография
Динамика населения:

## Экономика
В городе расположена штаб-квартира и производственные мощности производителя мотороллеров и мотоциклов Piaggio, также здесь располагается винодельческая компания Castellani Spa.

## Фотографии
- Палаццо Преторио
- "Наполеонов" мост